# Levesque (chien)
Pour les articles homonymes, voir Lévesque.
Le levesque est une race de chiens disparue originaire de France, appartenant au groupe des chiens courants. La race est créée par Rogatien Levesque à partir de croisement entre foxhound anglais et gascon. Elle disparaît dans les années 1970 et est fondue dans la race du français blanc et noir.